# Hugo Schmerber
Hugo Schmerber (* 29. Juni 1870 in Hostovice/Vendégi, Oberungarn; † 9. Januar 1924 in Prag) war ein österreichischer Kunsthistoriker und Handelswissenschaftler.

## Leben
Ab 1896 studierte er Geschichte und Kunstgeschichte an der Deutschen Universität in Prag und wurde dort 1899 promoviert. Daneben arbeitete er ab 1898 als Professor an der Deutschen Handelsakademie in Prag. 1902 wurde er Privatdozent für Kunstgeschichte und Lehrer für Buchhaltung an der Deutschen Technischen Hochschule in Prag, 1909 dort außerordentlicher, 1919 ordentlicher Professor für Handelswissenschaft.
Neben seiner Lehrtätigkeit widmete er sich vor allem Forschungen auf dem Gebiet der Kunst- und Architekturgeschichte, 1907 übernahm er die Schriftleitung für die Artikel zu böhmischen Künstlern für das Allgemeine Lexikon der Bildenden Künstler von der Antike bis zur Gegenwart.

## Publikationen (Auswahl)
- Der Check in Österreich. In: Einundvierzigster Jahres-Bericht. Erstattet am Schlusse d. Studienjahres 1896–1897. Handelsakademie, Prag 1897, S. 17–66 urn:nbn:de:bvb:824-dtl-0000064990.
- Die Baumeister Christoph und Ignaz Kilian Dintzenhofer. Verlag des deutschen Vereins zur Verbreitung gemeinnütziger Kenntnisse in Prag, Prag 1903.
- Samsons Hochzeit von Rembrandt. In: Kunstchronik. Wochenschrift für Kunst und Kunstgewerbe. Neue Folge, 16. Jahrgang, Heft 7, E. A. Semann, Leipzig 9. Dezember 1904, Sp. 97–101 (Digitalisat der Universitätsbibliothek Heidelberg).
- Die Schlange des Paradieses (= Zur Kunstgeschichte des Auslandes. Heft 31). J. H. E. Heitz, Strassburg 1905 (archive.org).
- Prager Baukunst um 1780 (= Studien zur deutschen Kunstgeschichte. Heft 163). J. H. E. Heitz, Strassburg 1913.